# 苏州经贸职业技术学院
苏州经贸职业技术学院，是位于江苏省苏州市的一所公办普通专科高等学校。2003年由江苏省丝绸学校、江苏省苏州商业学校合并而成。有学生1万余人，教职工500余人。

## 专业设置
- 电子商务与物流学院
- 机电技术学院
- 信息技术学院
- 纺织服装与艺术传媒学院
- 会计与国贸学院
- 人文社科与旅游管理学院
- 思想政治理论课教学部
- 体育与军事教学部